# Mackenzie Phillips
Mackenzie Phillips (Alexandria, Virgínia, 10 de novembro de 1959) é uma cantora e atriz americana, famosa pelos seus papéis em One Day at a Time e American Graffiti. Seu pai é o cantor John Phillips, da banda The Mamas & the Papas.

## Família e infância
Mackenzie é filha de John Phillips e sua primeira mulher, Susan Adams. Ela é irmã de Jeffrey Phillips e meia-irmã de Tamerlane Phillips, da atriz Bijou Phillips e da cantora Chynna Phillips.
Quando tinha 12 anos, formou uma banda com amigos da escola e chamou a atenção de um agente de atores, que a convidou para atuar em American Graffiti.

## Carreira
O filme foi lançado dois anos depois, em 1973. Devido à sua idade, ela tinha um Curador, que no caso foi o produtor Gary Kurtz.
Sua carreira tornou-se bem-sucedida nos anos 70 e 80, quando participou da série televisiva One Day at a Time. Entretanto, após problemas com drogas e álcool, ela foi mandada embora. Chegou a se tratar após duas casi-mortais overdoses, e os produtores de One Day at a Time a chamaram de volta. Porém, voltou a usar cocaina e foi novamente demitida, desta vez sem volta.
Em 1999, após um longo período de reabilitação, ela atuou na série So Weird como Molly Philips, uma rockeira fictícia e mãe de Fiona Phillips, interpretada por Cara DeLizia. Na série, ela cantou músicas escritas por Jon Cooksey e AnnMarie Montade.
Chegou ainda a atuar em Caroline in the City como a irmã de Annie Spadero.

## Vida pessoal
Foi casada três vezes, o primeiro casamento foi com Jeff Sessler (1979-1981), o segundo com o guitarrista Michael Barakan (1996-2000) e o terceiro com Keith Levenson (2005-atualmente). Teve um filho, Shane, em 1987.
Em 27 de Agosto de 2008, ela foi presa no Aeroporto Internacional de Los Angeles por porte de drogas.
Em setembro de 2009, Mackenzie anunciou ter tido relações incestuosas com seu pai quando ambos estavam sob efeito de drogas:
| “ | Acordei uma noite após estar inconsciente pelas drogas e me surpreendi fazendo sexo com meu próprio pai. | ” |